# Surrey Lake (Nunavut)
Der Surrey Lake ist ein etwa 140 km² großer See auf Victoria Island im kanadischen Territorium Nunavut.

## Lage
Der Surrey Lake befindet sich im Süden der Insel 95 km nordwestlich von Cambridge Bay. Der etwa 51 m hoch gelegene See ist in einen nördlichen Hauptsee sowie einen kleineren südlichen Teilsee mit dem Namen „Haglaaryuk“ gegliedert. Von Osten fließt dem Surrey Lake ein namenloser Fluss zu, der die beiden weiter östlich gelegenen Seen Aanaakhiiqtuuq und Pangniqtuuq entwässert. Im Nordwesten wird der Surrey Lake von einem benachbarten namenlosen See gespeist, der wiederum das Wasser von einer Reihe größerer Seen erhält, darunter Washburn Lake und Tahoe Lake. Der Paalliryuaq bildet den 27 km langen Abfluss des Surrey Lake. Er verlässt den südlichen Teilsee und fließt in südöstlicher Richtung zur Wellington Bay, eine Bucht im Norden der Dease Strait.
Der Surrey Lake befindet sich in einer Tundralandschaft nördlich des Polarkreises. Seine Oberfläche ist während den Wintermonaten gefroren.